# Jessica Trisko
Jessica Trisko (sinh ngày 20 tháng 8 năm 1984) là một học giả, cựu người mẫu và nữ hoàng sắc đẹp đến từ Canada.
Bố cô là người Ukraine còn mẹ cô là người Philippines. Hai người kết hôn và sinh sống ở Canada. Cô được sinh ra ở đây và do đó, cô mang trong mình 3 dòng máu Ukraine, Canada và Philippines. Cô có thể nói thành thạo tiếng Anh, tiếng Nga và tiếng Pháp.
Sau khi chiến thắng Hoa hậu Trái Đất Canada 2007, cô trở thành đại diện cho Canada tại đấu trường Hoa hậu Trái Đất 2007 và đăng quang ngôi vị cao nhất. Cô cũng lọt Top 10 Hoa hậu Hoàn vũ Canada 2007.
Ngày 1 tháng 8 năm 2016, cô trở thành Ban giám khảo tại cuộc thi Hoa hậu Trái Đất Mỹ 2016 được tổ chức ở Washington, D.C..

## Hoạt động vì môi trường
Sau khi đăng quang Hoa hậu Trái Đất 2007, cô cùng Tập đoàn Carousel Productions và các nhà tổ chức quốc gia của Hoa hậu Trái Đất Indonesia, đã tham dự Triển lãm Năng lượng mát mẻ vào ngày 10 tháng 12 năm 2007 với chủ đề: "Chăm sóc cho sự thay đổi". Hơn 20 công ty, các tổ chức phi chính phủ và các nhóm khác đã tham gia vào cuộc triển lãm được tổ chức tại đảo Bán đảo bên trong khu nghỉ dưỡng Nusa Dua để trình bày về các hoạt động bảo vệ động vật hoang dã, năng lượng và bảo tồn rừng.
Vào ngày 13 tháng 12 năm 2007, cô cùng với tổ chức phi chính phủ, Tổ chức Bảo tồn Quốc tế và chính phủ Indonesia, đã tham gia thả hàng trăm con rùa biển tại bãi biển Nusa Dua tại Bali, Indonesia.
Trisko cũng tham gia Hội nghị Thay đổi Khí hậu của Liên Hợp Quốc năm 2007 tại Bali, cùng với Hoa hậu Trái Đất 2004 Priscilla Meirelles và Hoa hậu Trái Đất Philippines 2006 Catherine Untalan từ ngày 5 đến ngày 15 tháng 12 năm 2007.
Trisko đã có cơ hội đến thăm nhiều quốc gia trong nhiệm kỳ Hoa hậu của mình, bao gồm Trung Quốc, Puerto Rico và Singapore. Cô cũng đã thực hiện nhiều chuyến đi đến Indonesia, Hoa Kỳ, Việt Nam, Philippines và Canada, nơi cô đã gặp các nhà lãnh đạo môi trường thế giới và thúc đẩy nhận thức về môi trường.
Ngày 9 tháng 11 năm 2008, cô đã trao lại ngôi vị của mình cho Karla Paula Henry, Hoa hậu Trái Đất 2008 đến từ Philippines.